# Tom Yum Goong 2
Tom Yum Goong 2 (en tailandés: ต้มยำกุ้ง 2: ต้มยำกุ้ง 2), conocido en Estados Unidos como The Protector 2, que traducido al español sería El Protector 2, es un film tailandés de 2013 de artes marciales dirigido por Prachya Pinkaew. Es una secuela de  Tom-Yum-Goong, Thai Dragon 2 en España con Tony Jaa y Petchtai Wongkamlao nuevamente como los protagonistas.

## Reparto
- Tony Jaa como Kham.
- Petchtai Wongkamlao como Sargento Mark.
- Marrese Crump como Núm. 2
- Yanin "Jeeja" Vismistananda como Ping-ping.
- Rhatha Phongam como Núm. 20
- RZA como Mister LC/Núm. 00
- Trian Vicky Wijaya como GearsBoy.

## Producción
Tom Yum Goong 2 comenzó aproducirse en agosto de 2011. El guion estuvo a cargo de Eakasit Thairaat quién anteriormente había escrito guiones para las películas tailandesas 13 Beloved (2006), Body (2007) y Long Weekend (2013).
La película cuenta con escenas de acción en 3-D dirigidas por Weerapon Phumatfon y Somjai Janmoontree.

## Estreno
La película fue estrenada en Tailandia el 23 de octubre de 2013, debutando como el número uno recaudando U$ 684,406 en su primer fin de semana y un total de U$1,776,546 en Tailandia.

## Recepción
Film Business Asia calificó la película con siete de diez y El  South China Morning Post dio a la película una calificación de tres de cinco.